# كيري ديفيس
كيري ديفيس (بالإنجليزية: Kerry Davis)‏ (2 أغسطس 1962 في المملكة المتحدة - ) هي لاعبة كرة قدم بريطانية في مركز الهجوم. شاركت مع منتخب إنجلترا لكرة القدم للسيدات. أما مع النوادي، فقد لعبت مع نادي ليفربول لكرة القدم للسيدات وCharlton Athletic W.F.C. ‏ ولاتسيو النسائي ‏ وACF Trani 80 ‏ وCrewe Alexandra L.F.C. ‏.

## وصلات خارجية
- كيري ديفيس على موقع الاتحاد الدولي (مؤرشف)  (الإنجليزية)
- كيري ديفيس على موقع قاعدة بيانات كرة القدم.إي يو (الإنجليزية)